# Nat Faxon
Pour les articles homonymes, voir Faxon.
Nat Faxon, né le 11 octobre 1975 à Manchester-by-the-Sea (Massachusetts), est un acteur, scénariste et réalisateur américain.
Il est surtout connu pour avoir en 2012, avec son ami Jim Rash, écrit le scénario de The Descendants, ce qui leur a valu, ainsi qu'au réalisateur et scénariste Alexander Payne, de remporter l'Oscar du meilleur scénario adapté. L'année suivante, il écrit et réalise avec Rash Cet été-là, présenté au festival du film de Sundance 2013.

## Filmographie

### Acteur

#### Cinéma
- 2011 : Bad Teacher : Mark
- 2014 : Sex Tape de Jake Kasdan :  Max
- 2018 : Father of the Year : Mardy
- 2019 : Wedding Nightmare (Ready or Not) de Tyler Gillett et Matt Bettinelli-Olpin : Justin (voix)
- 2019 : Charlie's Angels d'Elizabeth Banks : Peter Fleming
- 2021 : Yes Day de Miguel Arteta
- 2024 : The Moon and Back de Leah Bleich

#### Télévision
- 2000–2001 : Grosse Pointe (série télévisée) : Kevin
- 2012–2013 : Ben and Kate : Ben Fox
- 2017–2019 : Des amis d'université (Friends from College) : Nick Ames
- 2018-2023 : Désenchantée (Disenchantment) : Elfo (voix)
- 2020 : Narcos: Mexico : Ted Kaye (saison 2)
- 2022 : Gaslit : H. R. Haldeman
- 2022 : Loot : Arthur
- 2022-2023 : Our Flag Means Death : The Swede
- 2024 : La Nuit d'Orion (Orion and the Dark) : Insomnie (voix)

### Scénariste
- 2011 : The Descendants, avec Jim Rash et Alexander Payne
- 2013 : Cet été-là (The Way, Way Back), avec Jim Rash

### Réalisateur
- 2013 : Cet été-là (The Way, Way Back), avec Jim Rash
- 2020 : Downhill, avec Jim Rash

## Distinctions

### Récompenses
- National Board of Review Awards 2011 : meilleur scénario adapté pour The Descendants avec Jim Rash et Alexander Payne
- Satellite Awards 2011 : meilleur scénario adapté pour The Descendants avec Jim Rash et Alexander Payne
- Chlotrudis Awards 2012 : meilleur scénario adapté pour The Descendants avec Jim Rash et Alexander Payne
- Independent Spirit Awards 2012 : meilleur scénario adapté pour The Descendants avec Jim Rash et Alexander Payne
- Dallas-Fort Worth Film Critics Association Awards 2012 : meilleur scénario pour The Descendants avec Jim Rash et Alexander Payne
- Florida Film Critics Circle Awards 2012 : meilleur scénario adapté pour The Descendants avec Jim Rash et Alexander Payne
- Oscars 2012 : meilleur scénario adapté pour The Descendants avec Jim Rash et Alexander Payne

### Nominations
- AACTA International Awards 2012 : meilleur scénario pour The Descendants avec Jim Rash et Alexander Payne
- BAFTA Awards 2012 : meilleur scénario adapté pour The Descendants avec Jim Rash et Alexander Payne
- Critics' Choice Movie Awards 2012 : meilleur scénario adapté pour The Descendants avec Jim Rash et Alexander Payne
- Golden Globes 2012 : meilleur scénario pour The Descendants avec Jim Rash et Alexander Payne